# Aruba
Aruba [aˈruːba] ist die erste der drei ABC-Inseln (Aruba, Bonaire, Curaçao), die geologisch und geographisch zu Südamerika gehören und Teil der Kleinen Antillen in der südlichen Karibik sind. Die Insel liegt 25 Kilometer nördlich von Venezuela. Sie ist neben Curaçao und Sint Maarten sowie den Niederlanden (bestehend aus den Niederlanden in Europa sowie Bonaire, Sint Eustatius und Saba in der Karibik) eines der vier gleichberechtigten Länder des Königreiches der Niederlande. Wie die anderen Länder hat auch Aruba eine eigene Verfassung, Währung und Regierung. Die Insel genießt vollkommene innere Autonomie, ist aber kein souveräner Staat, besitzt also keine äußere Souveränität. Aruba gehört nicht zum Schengen-Raum.

## Geographie
Aruba ist die westlichste und kleinste der drei ABC-Inseln. Sie ist überwiegend flach, max. 30 km lang und max. 9 km breit. Der höchste Berg ist der Jamanota mit 188 m. Die bemerkenswerteste Erhebung ist der 165 m hohe Hooiberg, der auf der Insel von überall sichtbar ist. Den Großteil der Insel zeichnen kilometerlange weiße Strände aus; der Osten ist jedoch durch teilweise bizarre Felsküsten geprägt.

## Bevölkerung

### Demografie
Für Zwecke der Volkszählung ist Aruba in acht Regionen unterteilt, die jedoch keine Verwaltungsfunktionen haben. Diese werden noch weiter in 57 Zonen untergliedert.
| 1 Noord / Tanki Leendert 2 Oranjestad West 3 Oranjestad Oost 4 Paradera | 5 Santa Cruz 6 Savaneta 7 San Nicolas Noord 8 San Nicolas Zuid |

| Region                 | Fläche in km² | Einwohner 1991 | Einwohner 2000 | Einwohner 2010 | Einwohner 2020 |
| ---------------------- | ------------- | -------------- | -------------- | -------------- | -------------- |
| Noord / Tanki Leendert | 34,62         | 10.056         | 16.944         | 21.495         | 24.193         |
| Oranjestad West        | 9,29          | 8.779          | 12.131         | 13.976         | 13.735         |
| Oranjestad Oost        | 12,88         | 11.266         | 14.224         | 14.318         | 14.923         |
| Paradera               | 20,49         | 6.189          | 9.037          | 12.024         | 13.834         |
| San Nicolas Noord      | 23,19         | 8.206          | 10.118         | 10.433         | 9.940          |
| San Nicolas Zuid       | 9,64          | 5.304          | 5.730          | 4.850          | 4.235          |
| Santa Cruz             | 41,04         | 9.587          | 12.326         | 12.870         | 15.236         |
| Savaneta               | 27,76         | 7.273          | 9.996          | 11.518         | 11.955         |
| im Ausland lebend      |               |                |                |                | 115            |
| Aruba                  | 178,91        | 66.660         | 90.506         | 101.484        | 108.166        |

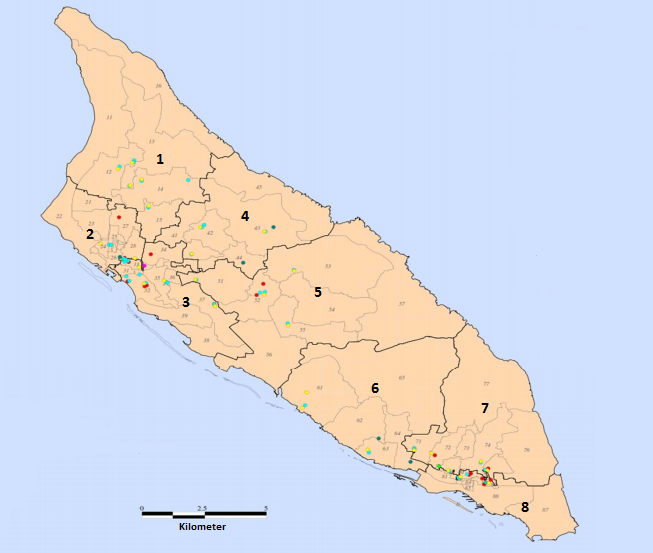

Nach der Volkszählung 2010 waren von insgesamt 101.484 Einwohnern 48.242 Männer und 53.243 Frauen, was einen Frauenanteil von 52,5 % ergibt. Das Durchschnittsalter der Bevölkerung lag bei 37,3 Jahren. Der seit den 1990er Jahren anhaltende Trend der Bevölkerungszunahme erreichte seinen Höhepunkt im Jahr 2019, mit 109.241 Einwohnern. In Folge der COVID-19-Pandemie sank die Einwohnerzahl auf 107.566 im Jahr 2023. Davon waren 50.559 Männer und 57.007 Frauen. Der traditionell deutlich höhere Anteil der Frauen stieg nunmehr auf 53,0 %. Das Durchschnittsalter der Bevölkerung betrug 42,5 Jahre.

### Bevölkerungsstruktur
Die Bevölkerung Arubas stammt von indianischen Ureinwohnern, von Europäern (vor allem von Niederländern), in geringerem Maße von sephardischen Juden und von afrikanischen Sklaven ab. Die Ureinwohner gehörten zu dem südamerikanischen Stamm der Arawak-Indianer. Archäologische Reste von Knochen und Gebrauchsgegenständen verweisen auf eine Verwandtschaft zwischen den südamerikanischen Arawaken und den Einwohnern Arubas. Nachdem die meisten Indianer aus Aruba nach Santo Domingo (Hispaniola) gebracht wurden, um in den Minen zu arbeiten, wurde Aruba im Auftrag des spanischen Königs durch Juan Martín de Ampués besiedelt. In der zweiten Hälfte des 17. Jahrhunderts schrieb A.O. Exquemelin, dass die WIC auf Aruba einen Sergeant und 15 Soldaten stationiert hatten und dass die Insel durch Indianer, die Spanisch sprachen, bewohnt war. Zweifellos bestand die Bevölkerung der drei Inseln Curaçao, Aruba und Bonaire in diesen Jahren mehrheitlich aus Indianern und stationierten Soldaten der Niederländischen Westindien-Kompanie. Schon mit der Blüte des afrikanischen Sklavenhandels wurde die Basis der Sprache des Papiamentu gelegt.
Im Jahr 1806 bestand nach Angaben des Kommandeurs Van den Broek mehr als die Hälfte der Familienoberhäupter Arubas aus indianischen Familienoberhäuptern.
Die heutige Bevölkerung Arubas besteht neben den Arubanern aus 40 weiteren Nationalitäten. Die Arubaner bilden ungefähr 80 % der Bevölkerung. Die größte Gruppe der übrigen Einwohner von Aruba stellen die Niederländer mit 10 % dar. Der Rest ist einigen anderen Europäern und einem großen Teil Südamerikanern zuzurechnen.

### Sprachen
Die Amtssprache Arubas ist Niederländisch; Verkehrssprache, auch mit Ämtern, ist zusätzlich Papiamento, die auf den ABC-Inseln verbreitete Kreolsprache.
Im Jahr 2010 wurde erhoben, welche Sprache jeweils zu Hause gesprochen wird. Es ergaben sich folgende Anteile der 101.053 Einwohner:
- 68,6 % Papiamentu
- 13,6 % Spanisch
- 07,1 % Englisch
- 06,0 % Niederländisch
- 01,4 % Chinesisch
- 01,6 % (noch) keine Sprache
- 01,7 % andere Sprachen

Der Anteil des Spanischen ist durch die Nähe zu Venezuela bedingt. Englisch ist durch den Tourismus wichtig geworden; es ist in der Schule Wahlfach ab der 4. Jahrgangsstufe.

### Religion
Die Mehrheit der Bevölkerung gehört mit 75,7 % der römisch-katholischen Kirche an, 6,3 % zählen zu anderen Glaubensgemeinschaften. (Stand: 2012)

## Flora und Fauna

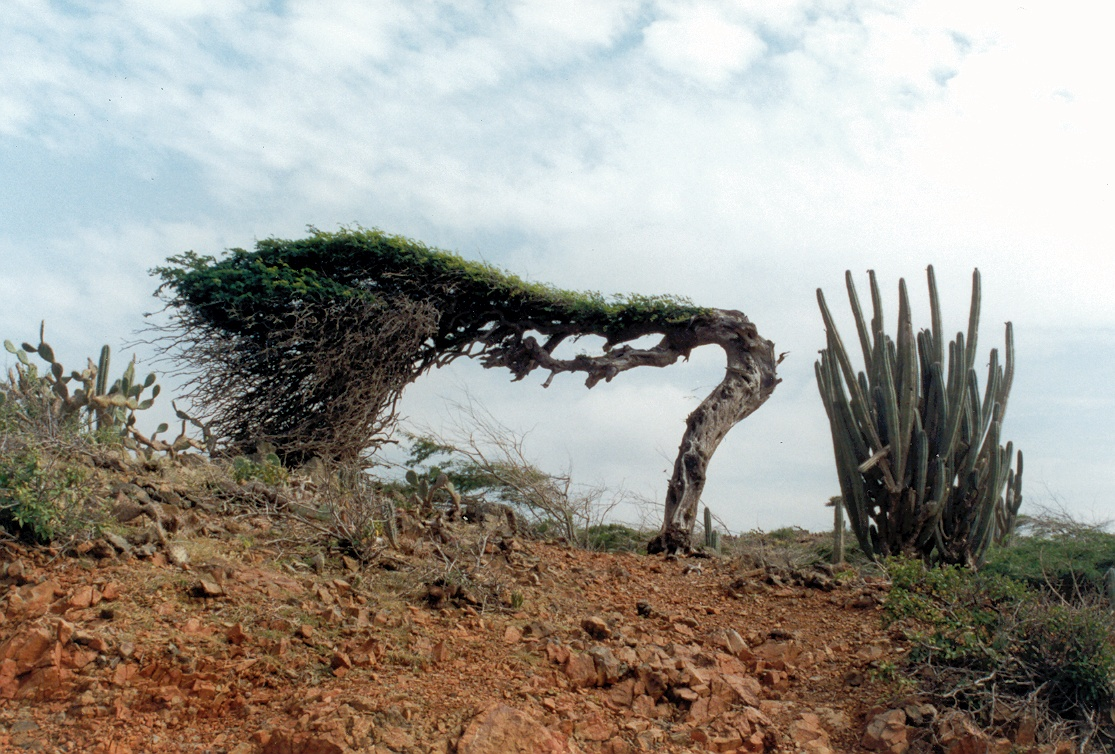
Divi-divi-Baum (Caesalpinia coriaria)

Aruba liegt außerhalb der Orkanzone und genießt ganzjährig Sonnenwetter und kühlende Passatwinde. Die Landschaft erhält durch die üppigen Kakteen, Aloepflanzen und die unverwechselbaren Silhouetten der Divi-Divi-Bäume (Caesalpinia coriaria) einen besonderen Reiz. Der Nationalpark Arikok im Süden bietet einen Einblick in die Vegetation der Insel.

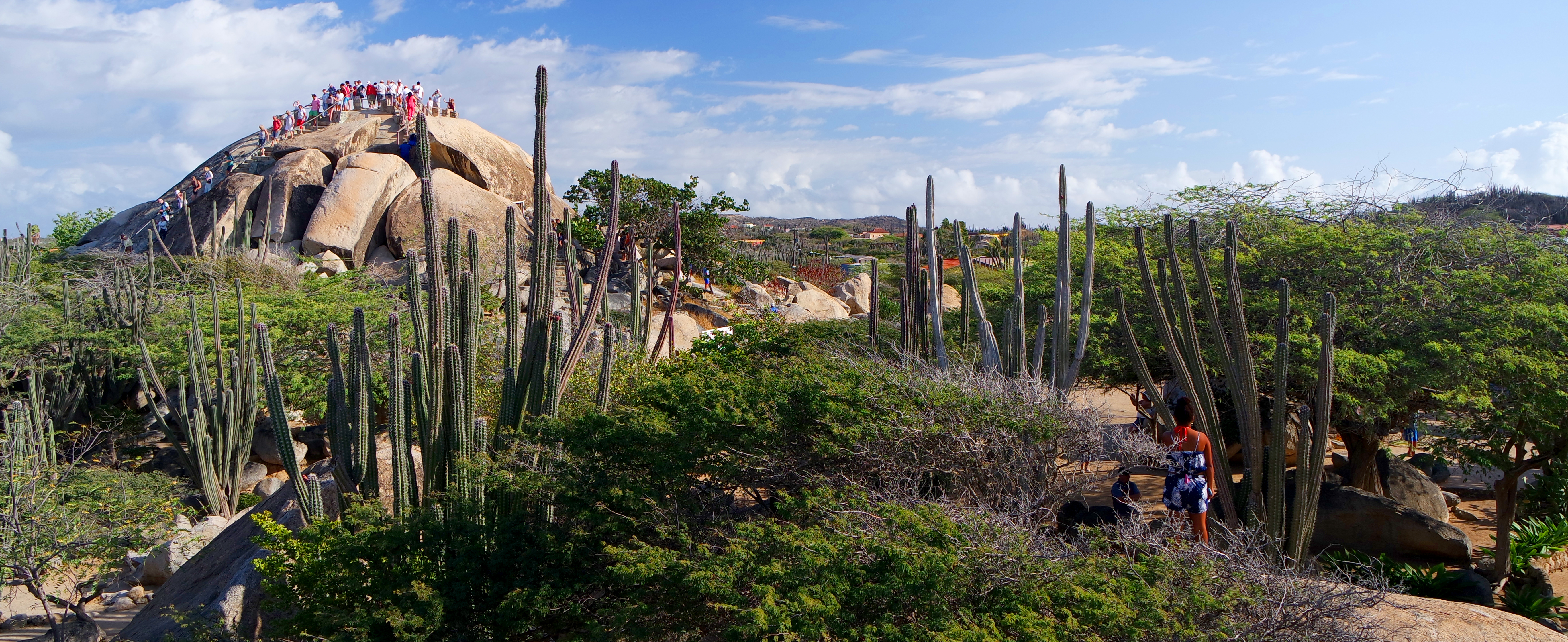
Landschaft im Inneren Arubas

## Klima
Das Klima auf Aruba ist tropisch-maritim mit einer Durchschnittstemperatur von etwa 27 °C und minimalen saisonalen Unterschieden. Im Januar liegt die Durchschnittstemperatur bei 27 °C, im Juli bei 29 °C. Ein Großteil des durch den vorherrschenden Ostwind mitgetragenen Regens fällt bereits über den südlichen Inseln der Kleinen Antillen (Windward Islands), sodass das Klima auf Aruba sehr trocken ist. Der Jahresniederschlag liegt zwischen 250 mm und 510 mm. Die Regenzeit dauert von Oktober bis Dezember.
Infolge des geringen Jahresniederschlags muss Trinkwasser über eine Meerwasserentsalzungsanlage gewonnen werden.
|                        | Jan | Feb | Mär | Apr | Mai | Jun | Jul | Aug | Sep | Okt | Nov | Dez |   |      |
| Mittl. Temperatur (°C) | 27  | 27  | 27  | 28  | 29  | 30  | 29  | 30  | 30  | 29  | 29  | 28  | ⌀ | 28,6 |
| Mittl. Tagesmax. (°C)  | 30  | 30  | 31  | 32  | 32  | 32  | 32  | 33  | 33  | 32  | 32  | 31  | ⌀ | 31,7 |
| Mittl. Tagesmin. (°C)  | 25  | 25  | 25  | 26  | 27  | 27  | 26  | 27  | 27  | 27  | 26  | 25  | ⌀ | 26,1 |
|                        |     |     |     |     |     |     |     |     |     |     |     |     |   |      |
| Niederschlag (mm)      | 64  | 28  | 13  | 8   | 23  | 17  | 31  | 19  | 48  | 82  | 102 | 76  | Σ | 511  |
|                        |     |     |     |     |     |     |     |     |     |     |     |     |   |      |
| Sonnenstunden (h/d)    | 5   | 5   | 4   | 4   | 5   | 6   | 6   | 6   | 5   | 4   | 3   | 3   | ⌀ | 4,7  |
|                        |     |     |     |     |     |     |     |     |     |     |     |     |   |      |
| Regentage (d)          | 17  | 10  | 6   | 5   | 5   | 7   | 11  | 7   | 7   | 12  | 16  | 17  | Σ | 120  |
|                        |     |     |     |     |     |     |     |     |     |     |     |     |   |      |
| Luftfeuchtigkeit (%)   | 80  | 81  | 81  | 83  | 82  | 82  | 82  | 81  | 79  | 78  | 78  | 78  | ⌀ | 80,4 |

| 25 |

| 25 |

| 25 |

| 26 |

| 27 |

| 27 |

| 26 |

| 27 |

| 27 |

| 27 |

| 26 |

| 25 |

| 25 |

| 25 |

| 25 |

| 26 |

| 27 |

| 27 |

| 26 |

| 27 |

| 27 |

| 27 |

| 26 |

| 25 |

## Geschichte
Aruba wurde 1499 von Spaniern „entdeckt“ und besiedelt. Von einer Entdeckung kann im strengen Sinne nicht gesprochen werden, da der Kontinent Amerika bereits mindestens 15.000 Jahre früher vom Homo sapiens besiedelt wurde (siehe bspw. Besiedlung Amerikas). 1636 erwarben die Niederlande die Insel. Im 19. Jahrhundert wurde sie im Zuge des Goldrausches wirtschaftlich interessant. Savaneta ist die älteste Stadt der Insel.
Im Zweiten Weltkrieg hatten die Inseln Aruba und Curaçao die weltgrößten Erdölraffinerien. Am 16. Februar 1942 wurden sie deswegen von deutschen und italienischen U-Booten mit Bordkanonen angegriffen, dem ersten Beschuss des amerikanischen Kontinents durch die Achsenmächte während des Zweiten Weltkrieges.
In den letzten Jahrzehnten des 20. Jahrhunderts verhalf der boomende Tourismus der Insel zu einem weiteren Aufschwung.
Aruba schied 1986 aus dem Land Niederländische Antillen aus und erhielt den Status eines autonomen Landes innerhalb des Königreichs der Niederlande (status aparte). Die politische und gesellschaftliche Struktur des Landes entwickelte sich daher früher als bei den anderen karibischen Ländern eigenständig.
Die Bestrebungen zur vollständigen Unabhängigkeit von den Niederlanden wurden auf Bitten des Landes Aruba im Jahr 1990 vorübergehend eingefroren.

## Politik
Ministerpräsidentin ist seit November 2017 Evelyn Wever-Croes.
Das Königreich der Niederlande ist aus dem Kolonialreich der Niederlande entstanden. Nach der Unabhängigkeit Indonesiens 1949 umfasste dies noch Suriname in Südamerika sowie die karibischen Inseln, die damals als Niederländische Antillen zusammengefasst waren. Suriname wurde 1975 unabhängig, während die Niederländischen Antillen im Jahr 2010 aufgelöst wurden (Aruba wurde schon 1986 ein eigenständiges Land).

## Wirtschaft
Von 1825 bis etwa 1915 war auf Aruba die Goldgewinnung der größte Wirtschaftszweig. Arubas größte Stadt nach der Hauptstadt Oranjestad ist St. Nicolas. Sie entwickelte sich in der Zeit der Goldgewinnung zu dieser Größe. 1924 siedelte sich die Lago Oil & Transport Company auf Aruba an. Die Erdölindustrie auf den ABC-Inseln wuchs in den 1920er Jahren sehr schnell und führte zu einer starken Veränderung der Wirtschaftsstruktur. St. Nicolas entwickelte sich nach der Eröffnung der Lago-Ölraffinerie Mitte der 1920er Jahre zum Wirtschaftszentrum der Insel.
Während des Zweiten Weltkriegs spielten die Raffinerien eine wichtige strategische Rolle: Sie sicherten den Energienachschub für die USA. Nach 1945 verlor die Erdölindustrie an Bedeutung. Die Raffinerie, einst eine der größten der Welt, wurde 1985 geschlossen. 1990 unter amerikanischer Firmenleitung wieder eröffnet, wurde der neue Betrieb auf die Raffinerie, Umladung und Lagerung von Öl spezialisiert. Die Ölindustrie hat danach ihre zentrale Bedeutung für die Wirtschaft Arubas wiedergewonnen. Bis 2009, als die Erdölraffination und -lagerung eingestellt wurde, war Öl das wichtigste Produkt Arubas.
Daneben existieren auf Aruba viele Offshore-Banken und Datenverarbeitungsfirmen. Seit Aruba auf dem Index der OECD als Steueroase steht, da seine finanziellen Strukturen einer großangelegten Steuerhinterziehung und Geldwäsche förderlich sind, hat die Regierung viele Schritte unternommen, um den „Steuersparern“ diese Möglichkeiten zu nehmen und somit den Auflagen der OECD gerecht zu werden. Seit dem 1. Juli 2005 gehört Aruba als assoziiertes Gebiet der Niederlande zum Besteuerungsabkommen der EU. Somit sind großangelegte Steuerhinterziehung und Geldwäsche nicht mehr möglich.
Die Landwirtschaft hat, bis auf den Anbau von Aloe, geringe Bedeutung, da unter anderem das Klima mit viel Sonne, tropischen Temperaturen, aber wenig Regen einen schlechten Boden hinterlässt. Die Industrie beschränkt sich weitestgehend auf die Herstellung von Produkten aus der Aruba-Aloen-Pflanze. Das Klima und die trockene Erde sind besonders geeignet für die Aloe-Kultur. Seit 1999 gibt es auch eine Brauerei, die Brouwerij Nacional Balashi.
Arubas Haupthandelspartner sind die Niederlande, die USA sowie Kolumbien und Venezuela.
Die offizielle Währung ist der Aruba-Florin (AWG). Ein Florin besteht aus 100 Cents. Es gibt Münzen zu 5, 10, 25 und 50 Cents sowie zu einem, zweieinhalb und fünf Florins. Die quadratische 50-Cent-Münze, „yotin“ genannt, ist vermutlich die bekannteste Münze Arubas. Mit einer Sondermünze aus Silber mit einem Nominal von 5 Florin wurde 2010 der California-Leuchtturm (Vuurtoren California), eine Sehenswürdigkeit und ein Wahrzeichen der Insel, gewürdigt.

### Unternehmen
| Region               | 2002 | 2012 | %       |
| -------------------- | ---- | ---- | ------- |
| Noord/Tanki Leendert | 404  | 580  | 43,6 %  |
| Oranjestad West      | 704  | 780  | 10,8 %  |
| Oranjestad Oost      | 840  | 789  | − 6,1 % |
| Paradera             | 111  | 170  | 53,2 %  |
| Santa Cruz           | 159  | 209  | 31,4 %  |
| Savaneta             | 113  | 130  | 15,0 %  |
| San Nicolas Noord    | 064  | 063  | − 1,6 % |
| San Nicolas Zuid     | 153  | 126  | −17,6 % |
| Total                | 2548 | 2847 |         |

### Energieversorgung
- WEB Aruba, Strom- und Wasserversorgung.
- AruGas Gasversorgung

### Medien
Amtliches Mitteilungsblatt ist das Afkondigingsblad van Aruba. Die Tele Aruba N.V. ist ein ansässiges Rundfunk- und Fernsehunternehmen.

## Tourismus
Der Tourismus ist seit dem Ende der Ölindustrie Hauptwirtschaftszweig und wichtigster Devisenbringer Arubas. Aruba wird jährlich von rund 1,5 Millionen Touristen besucht, die sich zum größten Teil in den Ballungszentren des Tourismus westlich der Hauptstadt aufhalten. Von den gesamten Touristenzahlen entfielen seit dem Jahr 2000 ungefähr 40 % auf den Kreuzfahrttourismus. Letzterer vollzog bis 2019 eine Steigerung um 69,8 %, während diese bei den Hotelgästen im gleichen Zeitraum 55 % betrug. Beide Tourismuszweige erreichten im Jahr 2019, vor Beginn der COVID-19-Pandemie, ihre Höhepunkte. Die Gesamtzahl der Touristen betrug 2019 1.950.945, wovon 1.118.944 auf Hotelgäste entfielen, 823.001 auf Kreuzfahrtgäste.
Infolge der COVID-19-Pandemie brachen die Touristenzahlen stark ein, im Jahr 2020 stärker bei den Hotelgästen, wobei sich deren Zahl im Jahr 2021 wieder vom Tiefststand 368.322 auf 806.555 erholte. Demgegenüber sank die Zahl der Kreuzfahrttouristen noch einmal auf den Tiefststand von 135.953. Letzteres lässt sich dadurch erklären, dass 2021 weltweit kaum Kreuzfahrten angeboten wurden.
Die Erholung des Tourismus setzte sich in den Jahren 2022 und 2023 weiter fort, wobei der Hotelsektor 2023 mit 1.243.554 einen Rekord erreichte. Die Zahl der Kreuzfahrttouristen erreichte den zweitbesten Wert nach 2019.
| Tourismus       | 2000      | 2002      | 2004      | 2006      | 2008      | 2010      | 2012      | 2014      | 2016      | 2018      | 2019      | 2020    | 2021    | 2022      | 2023      |
| --------------- | --------- | --------- | --------- | --------- | --------- | --------- | --------- | --------- | --------- | --------- | --------- | ------- | ------- | --------- | --------- |
| Hotelgäste      | 721.224   | 642.627   | 728.157   | 694.372   | 826.677   | 824.330   | 903.934   | 1.072.082 | 1.101.954 | 1.082.003 | 1.118.944 | 368.322 | 806.534 | 1.100.997 | 1.243.554 |
| Kreuzfahrtgäste | 490.005   | 582.195   | 576.320   | 591.474   | 556.090   | 569.424   | 582.313   | 667.095   | 656.043   | 815.161   | 823.001   | 255.384 | 135.953 | 610.474   | 817.670   |
| Total           | 1.211.229 | 1.224.822 | 1.304.477 | 1.285.846 | 1.382.767 | 1.393.754 | 1.486.247 | 1.739.177 | 1.757.997 | 1.897.164 | 1.950.945 | 623.706 | 942.487 | 1.711.471 | 2.061.224 |

| Hotelgäste nach Staatsangehörigkeit | 2008    | 2009    | 2010    | 2011    | 2012    |
| ----------------------------------- | ------- | ------- | ------- | ------- | ------- |
| USA                                 | 540.033 | 528.223 | 535.753 | 531.130 | 530.950 |
| Venezuela                           | 112.986 | 105.063 | 90.709  | 117.838 | 143.201 |
| Kanada                              | 32.530  | 33.856  | 37.643  | 40.487  | 45.887  |
| Niederlande                         | 41.874  | 41.211  | 40.294  | 40.068  | 39.973  |
| Niederländische Antillen            | 21.992  | 21.536  | 23.363  | 25.773  | 27.361  |
| Kolumbien                           | 13.439  | 15.685  | 15.004  | 16.703  | 18.127  |
| Brasilien                           | 8.745   | 10.594  | 20.235  | 22.413  | 21.070  |
| Italien                             | 3.885   | 6.369   | 2.869   | 6.514   | 3.963   |
| Vereinigtes Königreich              | 8.971   | 11.512  | 14.530  | 13.870  | 13.712  |
| Sonstige Staaten                    | 42.222  | 38.574  | 43.930  | 54.177  | 59.690  |
| Total                               | 826.677 | 812.623 | 824.330 | 868.973 | 903.934 |

| Hotelzimmer/Suiten und Auslastung in % | 2008   | 2009   | 2010   | 2011   | 2012    |
| -------------------------------------- | ------ | ------ | ------ | ------ | ------- |
| Räume Total                            | 7.826  | 7.858  | 7.860  | 8.000  | 8.000*  |
| Belegungsrate                          | 76,6 % | 74,7 % | 76,8 % | 77,7 % | 79,0 %* |

Anmerkung: (* 2012 vorläufige Daten)

## Naturdenkmäler
Vor mehr als 20 Jahren wurde die Unterwasserwelt rund um die Insel unter Naturschutz gestellt. Dies hat Aruba und seine Nachbarinseln zu einem weltbekannten Tauchgebiet gemacht. Taucher können nicht nur Weich- und Steinkorallen, sondern auch zahlreiche Schwämme, Anemonen, Gorgonien, Seepferdchen, Skorpionfische, Rochen, Barrakudas, Haie, Meeresschildkröten und Sepien beobachten. Auch liegen vor den Küsten der Insel einige Schiffswracks, darunter der 1940 von der Besatzung selbst versenkte deutsche Frachter Antilla, die für Taucher einfach zugänglich sind.

## Verkehr
Luftverkehr

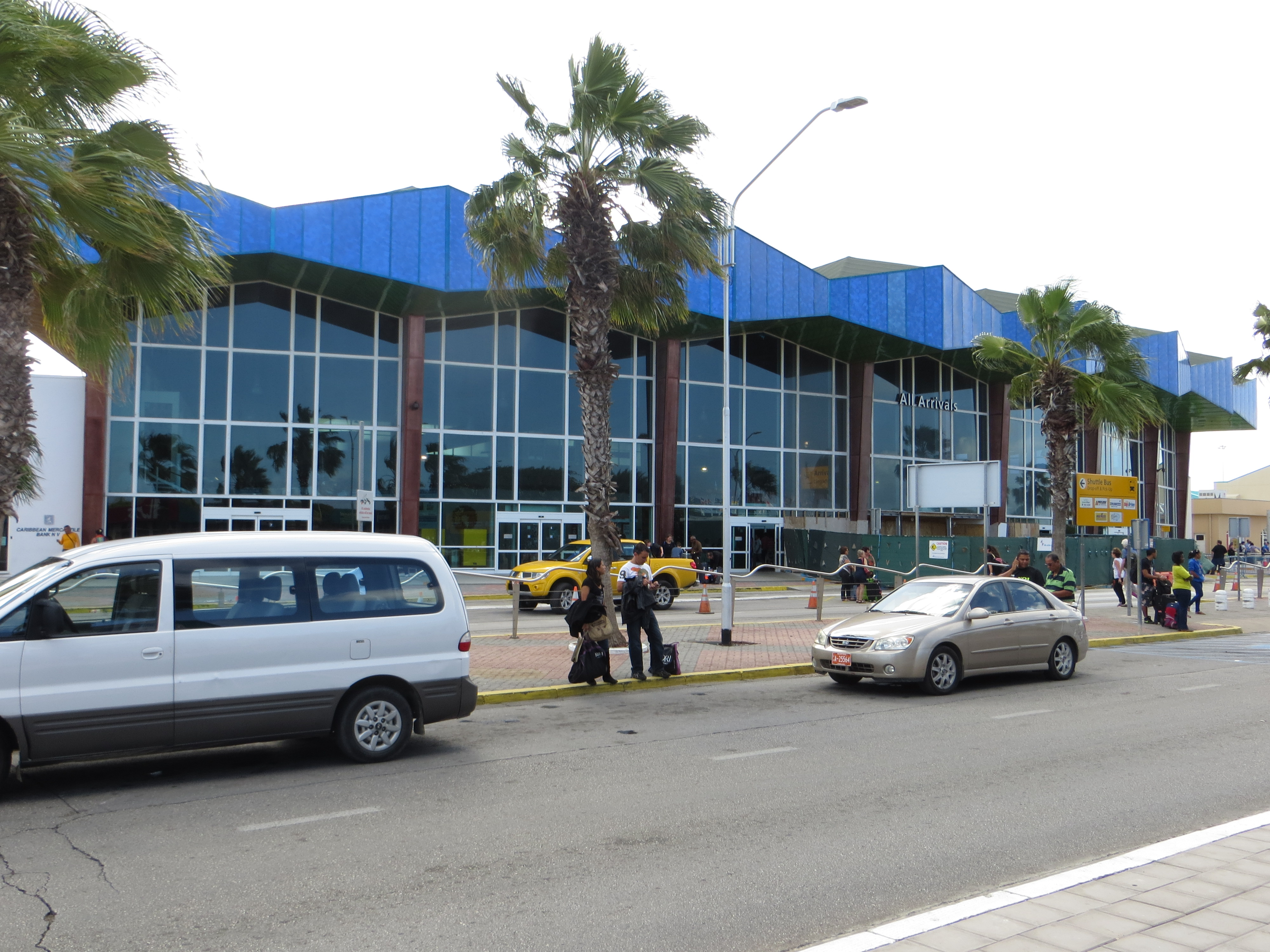
Ankunftsgebäude des Flughafens Reina Beatrix, Ende 2013

Der Flughafen Aeropuerto Internacional Reina Beatrix liegt südlich von Oranjestad. Von hier aus starten direkte Flüge nach Nord- und Südamerika sowie nach Europa. 2012 wurden insgesamt 2.120.578 Passagiere abgefertigt. KLM und TUI Airlines Nederland bieten Flüge von Amsterdam nach Oranjestad an. 2013 wurde die staatliche Fluglinie Aruba Airlines gegründet. Sie verfügt über zwei Airbus A320, die Ziele in Kolumbien und Panama anfliegen. Der Flughafen kann aufgrund eines im März 2000 auf Dauer von zehn Jahren geschlossenen und 2009 verlängerten Vertrages zwischen den Regierungen der USA und des Königreichs der Niederlande als Forward Operating Location (zu deutsch vorgeschobener Stützpunkt) der USA militärisch genutzt werden.
Straßenverkehr
Am 31. Dezember 2012 waren auf Aruba 55.874 PKWs registriert, somit entfallen auf 1.000 Bewohner 531 PKW. Im Jahr 2012 wurden 2.921.730 Personen (ausgenommen Schulkinder) mit den Bussen der Insel transportiert.
| Kraftfahrzeuge                      | 2008   | 2009   | 2010   | 2011   | 2012   |
| ----------------------------------- | ------ | ------ | ------ | ------ | ------ |
| PKW                                 | 49.372 | 49.255 | 50.028 | 49.984 | 55.874 |
| LKW                                 | 1.013  | 910    | 917    | 901    | 1.054  |
| Autobus (ÖPNV)                      | 120    | 114    | 118    | 116    | 131    |
| Tourbus                             | 159    | 171    | 179    | 173    | 183    |
| Taxi                                | 367    | 365    | 374    | 373    | 380    |
| Mietwagen                           | 3.603  | 3.545  | 3.566  | 3.620  | 3.439  |
| Motorräder, Motorroller incl. Moped | 1.604  | 1.638  | 1.852  | 1.791  | 1.988  |

Straßenbahn
2012 erfolgte der erste Spatenstich zum Bau einer Straßenbahnlinie, die das Kreuzfahrtterminal und die Fußgängerzone von Oranjestad verbinden. Die Betriebsaufnahme der Straßenbahn Oranjestad war für Ende 2012 geplant, kurz vor Weihnachten konnten erste Probefahrten durchgeführt werden. Für den Betrieb wurden drei offene Fahrzeuge mit Brennstoffzellenantrieb bestellt. Am 19. Februar 2013 wurde die Straßenbahnlinie, die vom örtlichen Unternehmen Arubus betrieben wird, offiziell in Betrieb genommen.
Schiffsverkehr
Aruba besitzt drei Häfen, die ausschließlich an der dichter besiedelten Westküste liegen. Der Hafen von Oranjestad wird von vielen Kreuzfahrtschiffen angefahren, die in der Karibik verkehren. Weitere Häfen befinden sich in Barcadera und Sint Nicolaas, wobei letzterer mit dem Ende der Erdölindustrie auf Aruba an Bedeutung verloren hat.
| Kreuzfahrttourismus  | 2000    | 2002    | 2004    | 2006    | 2008    | 2010    | 2012    | 2014    | 2016    | 2018    | 2020    | 2022    |
| -------------------- | ------- | ------- | ------- | ------- | ------- | ------- | ------- | ------- | ------- | ------- | ------- | ------- |
| Schiffe              | 331     | 337     | 318     | 314     | 299     | 314     | 294     | 328     | 307     | 334     | 98      | 306     |
| Passagiere           | 490.005 | 582.195 | 576.320 | 591.474 | 556.090 | 569.424 | 582.313 | 667.095 | 656.043 | 815.161 | 255.384 | 610.474 |
| Passagiere je Schiff | 1480    | 1728    | 1812    | 1884    | 1.860   | 1.813   | 1.981   | 2034    | 2137    | 2441    | 2606    | 1995    |

| Frachtschiffe     | 2008 | 2009 | 2010 | 2011 | 2012 |
| ----------------- | ---- | ---- | ---- | ---- | ---- |
| Tanker und Fracht | 505  | 549  | 505  | 530  | 513  |

Siehe auch: Aruba Ports Authority

## Sport

Logo des Arubaanse Voetbal Bond

Die beliebteste Sportart ist Baseball. Die Insel verfügt über eine eigene nationale Baseball-Mannschaft, einige Spieler aus Aruba spielen in der World Baseball Classic im Rahmen der Auswahl in den Niederlanden. Die Insel verfügt über den Don Elias Mansur Ballpark.
Seit den Olympischen Sommerspielen 1988 in Seoul nahm Aruba mit einem eigenen Team an Olympischen Spielen teil. Bisher traten für Aruba insgesamt 18 Athleten an, davon neun in Leichtathletik-, vier in Schwimm-, zwei in Segel- und jeweils ein Sportler in Gewichtheben- und Judowettbewerben. Dabei konnte noch keine Medaille errungen werden. Aruba trat bisher nur bei Olympischen Sommerspielen an. Das Nationale Olympische Komitee heißt Comité Olímpico Arubano und wurde 1985 gegründet.
Special Olympics Aruba wurde in den späten 1970er Jahren gegründet.
Der Fußballverband, der Arubaanse Voetbal Bond, wurde am 29. Januar 1932 gegründet. Die Fußballnationalmannschaft von Aruba bestritt ihr erstes Länderspiel gegen die Auswahl von Curaçao im April 1924. Aktuell steht sie auf Platz 200 der FIFA-Weltrangliste (März 2022). Der Fußballverband ist Mitglied in der CONCACAF und seit 1986 auch Mitglied der FIFA. Seit der Fußballweltmeisterschaft 1998 nimmt Aruba regelmäßig an der WM-Qualifikation teil. Jedoch konnte sich die Mannschaft bisher weder für die Weltmeisterschaft noch für den CONCACAF Gold Cup qualifizieren. Fast alle Nationalspieler Arubas spielen in Vereinen auf der Insel.

## Bildung
Auf Aruba gibt es 34 Schulen sowie vier Universitäten, die Universiteit van Aruba (UA), das Instituto Pedagogico Arubano (IPA), die Aureus University School of Medicine und die Xavier University School of Medicine.

## Söhne und Töchter der Insel
- Juan Chabaya Lampe (1920–2019), Pianist, Sänger, Dichter und Komponist
- Dave Benton (* 1951), Musiker, Sieger beim Eurovision Song Contest 2001 für Estland
- Maurice Bishop (1944–1983), Politiker der New Jewel Movement und Premierminister Grenadas
- Betico Croes (1938–1986), Politiker, Unabhängigkeitsaktivist und Mitgründer der Partei Movimiento Electoral di Pueblo
- Francisco Walfrido Croes (1957–2020), Politiker, Parlamentspräsident und bevollmächtigter Gesandter von Aruba in den Niederlanden
- Bobby Farrell (1949–2010), Musiker (Boney M.)
- Pieter Monzon, Musiker, M.C., Pete Philly & Perquisite
- Wally Warning, Musiker, „No Monkey“
- Sarah-Quita Offringa (* 1991), Windsurferin
- Xander Bogaerts (* 1992), professioneller Baseballspieler für die Boston Red Sox

## Bildergalerie Aruba

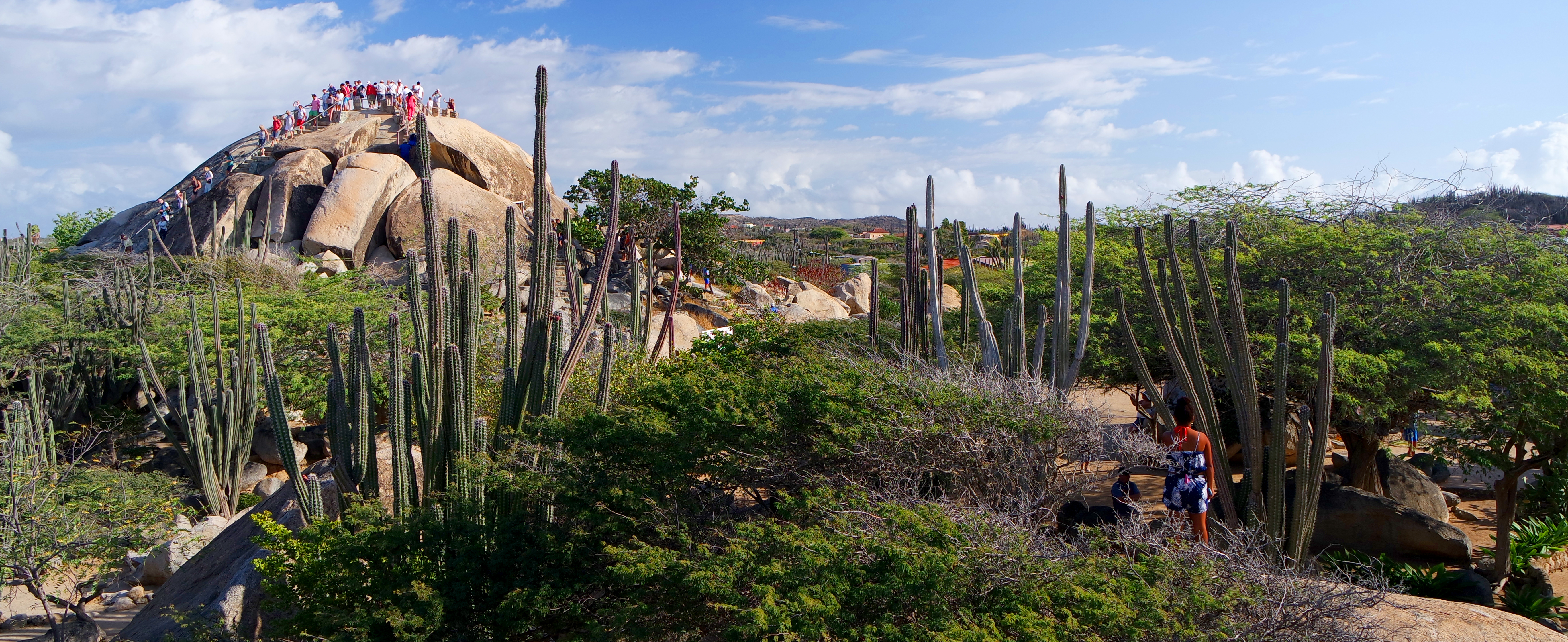
Landschaft im Inneren Arubas
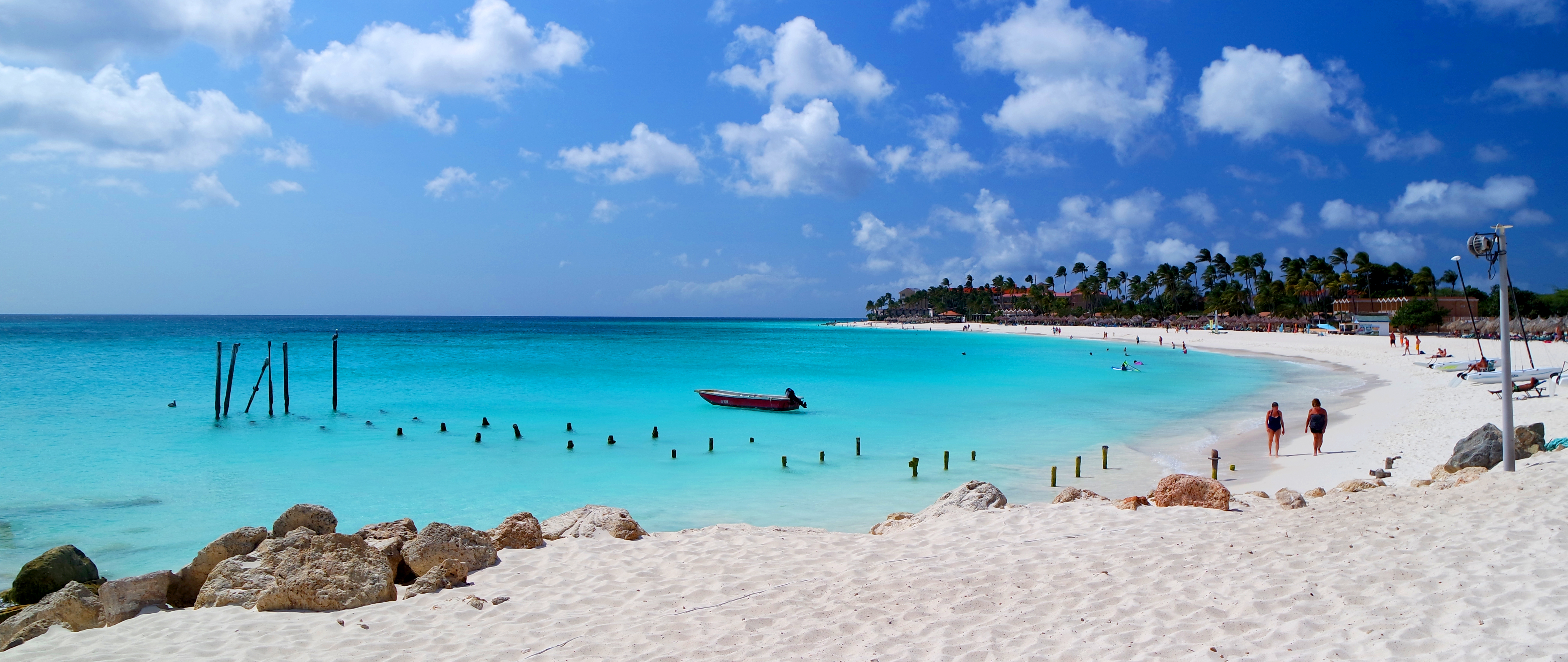
Divi Beach, Aruba
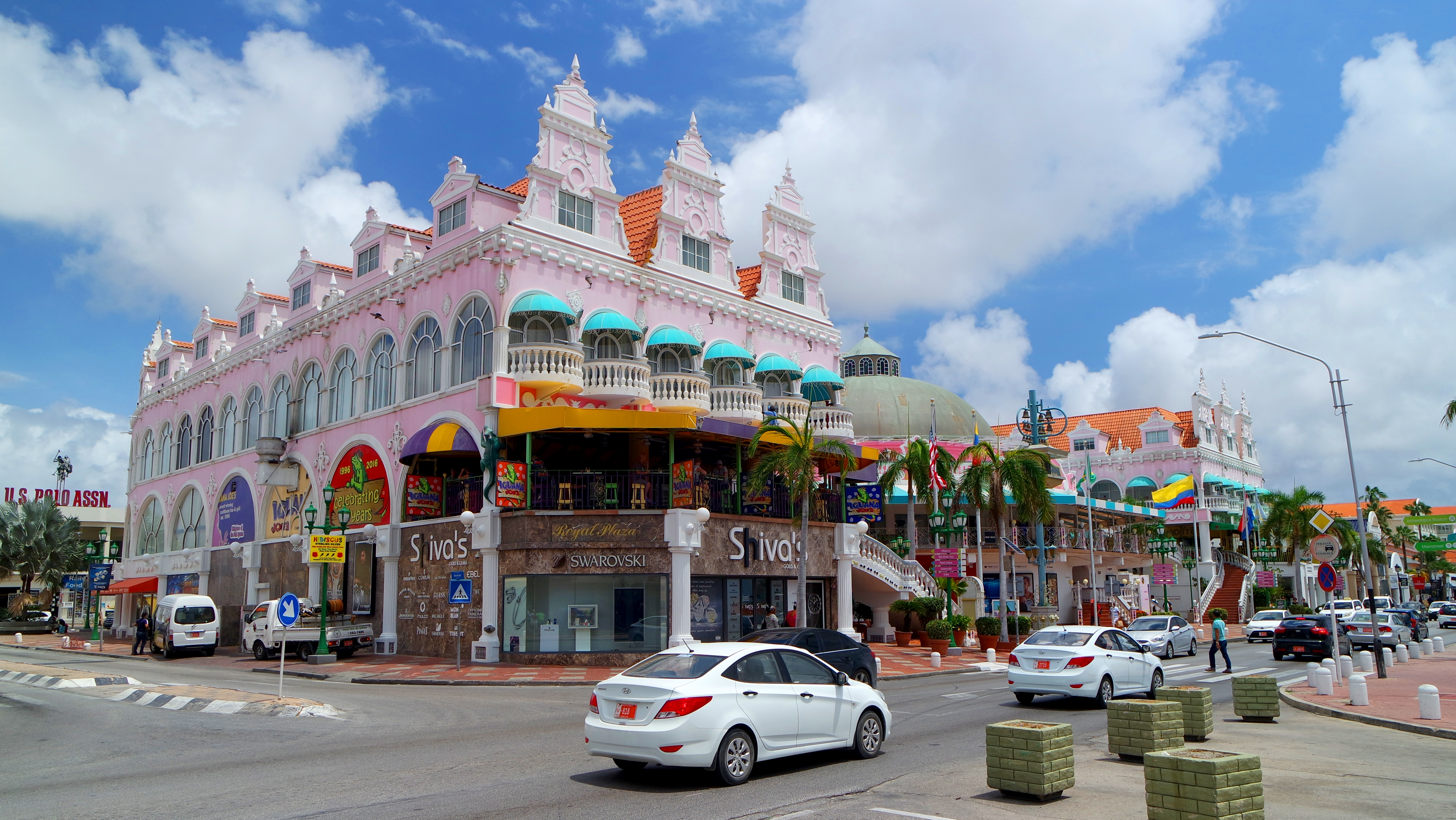
Einkaufszentrum in Oranjestad, Aruba
Eagle Beach, Aruba
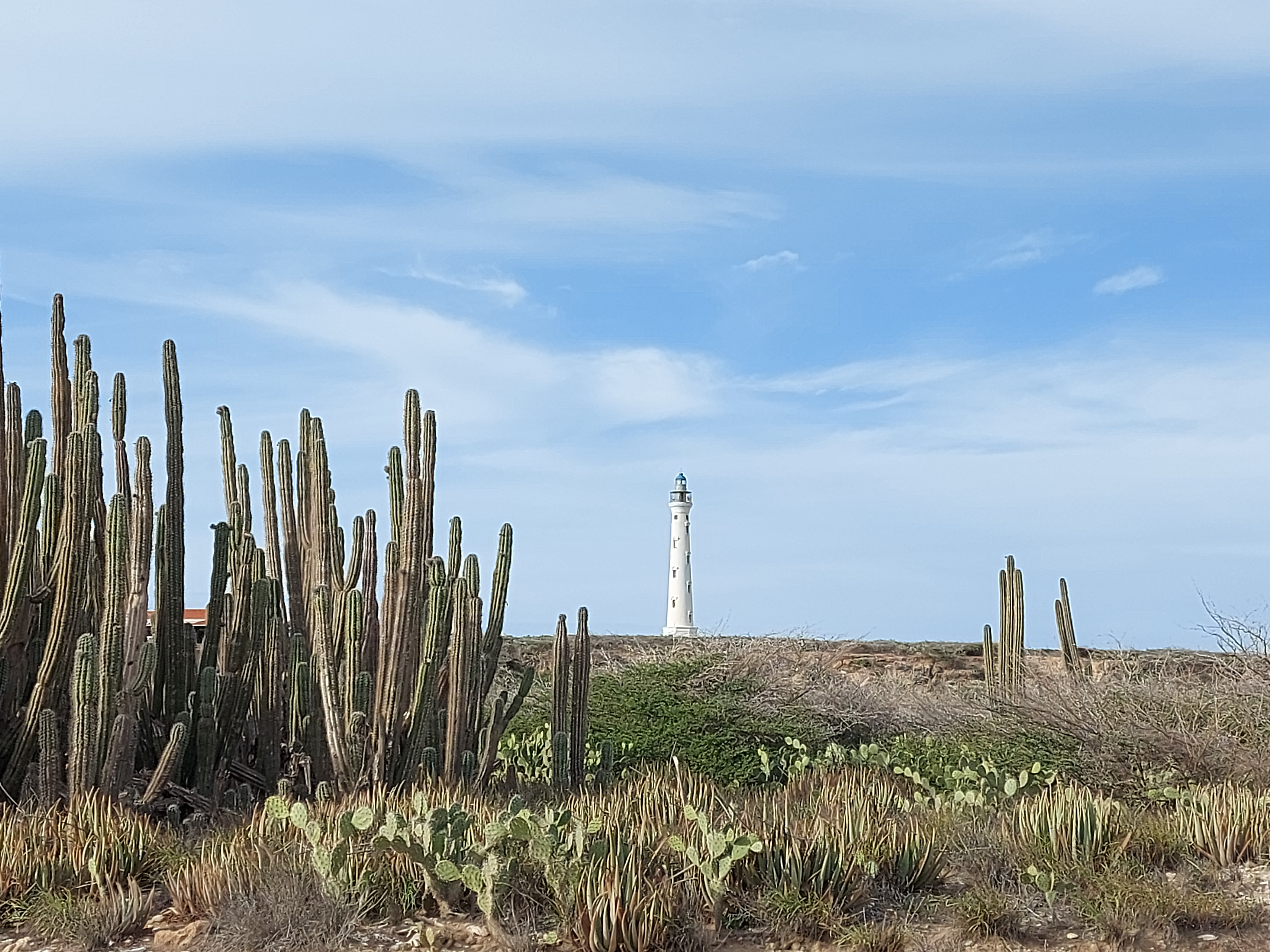
California Lighthouse